# William Russell, Lord Russell

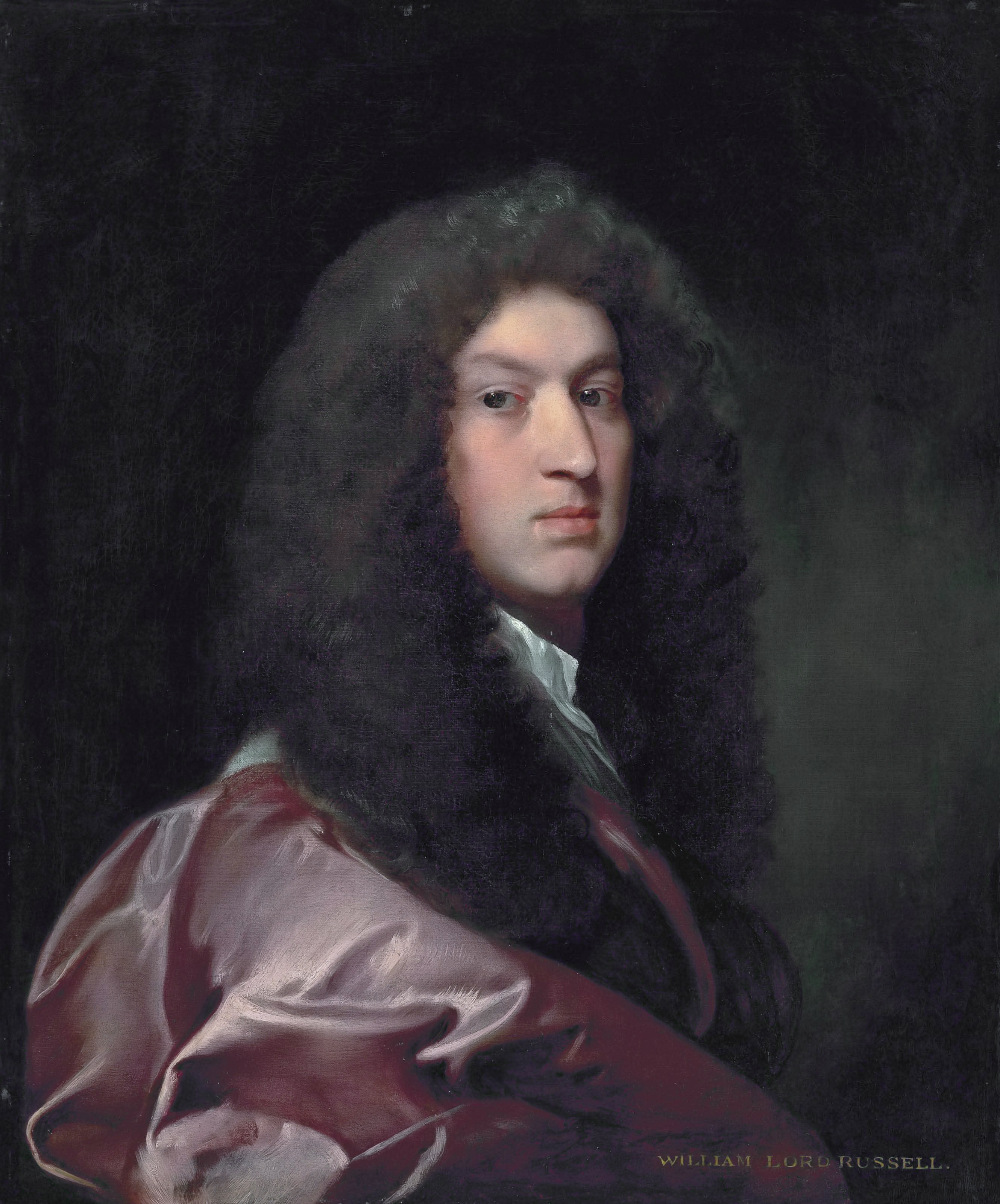
William Russell, Lord Russell

William Russell, Lord Russell (* 29. September 1639; † 21. Juli 1683 in London) war ein englischer Adliger und Politiker.

## Leben
William Russell kam als dritter Sohn von William Russell, 5. Earl of Bedford und seiner Gattin Lady Anne Carr am 29. September 1639 zur Welt. Sein Vater wurde 1694 zum Duke of Bedford erhoben. Der Vater seiner Mutter war Robert Carr, 1. Earl of Somerset. Sein ältester Bruder John starb bereits als Kleinkind und seit sein zweitältester Bruder Francis 1678 gestorben war, führte William Russell als Heir apparent seines Vaters den Höflichkeitstitel Lord Russell.
Nach umfassenden Unterricht studierte er um 1654 an der University of Cambridge. Nachdem er die Universität verlassen hatte, unternahm er mit seinem älteren Bruder Francis eine Grand Tour in das Ausland. Sie besuchten Lyon und Genf und hielten sich eine Zeitlang in Augsburg auf. Die aufbewahrten Rechnungen von Russell sind eine lebendige Beschreibung für ihren damaligen Reisen. 1658 machten sich beide auf dem Weg nach Paris und kehrten im Dezember 1659 nach Woburn zurück. Bei der Restauration 1660, als Karl II. den englischen Thron bestieg, wurde William Russell ins House of Commons gewählt. Er war 1660 bis 1679 Abgeordneter für das Borough Tavistock.
William Russell schien mehrere Jahre lang nicht aktiv in den öffentlichen Debatten eingegriffen zu haben, erlaubte sich aber Hofintrigen. In den Jahren 1663 und 1664 war er in zwei Duelle verwickelt, wobei er beim zweiten Mal verwundet wurde. Im Jahre 1669 heiratete er Lady Rachel Wriothesley (1623–1723), die zweite Tochter des Thomas Wriothesley, 4. Earl of Southampton, und der Witwe von John Vaughan, Lord Vaughan († 1667; Sohn des 2. Earl of Carbery). Aus der Ehe mit Rachel Russell gingen fünf Kinder hervor. Er schloss Freundschaft zu Anthony Ashley Cooper, 1. Earl of Shaftesbury, der die Nichte von Wriothesley heiratete. Die beiden führten eine enge und herzliche Ehe mit ihren Frauen. Rachel Russell korrespondierte mit John Tillotson und anderen vornehmen Männern. Eine Sammlung ihrer Briefe wurde 1773 veröffentlicht.
Bis zur Gründung der Landpartei – einem Vorläufer der Whig-Partei, die in Opposition zu der Politik der prokatholisch-französischen Politik der Kabale und von König Karl II. stand – nahm William Russell keinen aktiven Anteil an den öffentlichen Debatten. Dann verband er sich jedoch mit den Widersachern des Königs wie Cavendish, Birch, John Hampden, Powell, Lyttleton und anderen. Mit einem leidenschaftlichen Hass und Misstrauen auf Katholiken und einem tiefen Hang zur politischen Freiheit wies er auf die Verfolgung protestantisch Andersdenkender hin. Seine erste Rede im Parlament hielt er am 22. Januar 1673, in der er den Haushaltsstopp, den Angriff der Smyrna-Flotte im Zweiten Niederländisch-Englischen Krieg, die Korruption der Höflinge von Karl II. mit französischem Geld und die missgeleiteten Minister des Königs anprangerte. Er unterstützte ebenfalls das Vorgehen gegen George Villiers, 2. Duke of Buckingham. Im Jahre 1675 richtete er eine offene Note an den König, in der er gegen die Amtsenthebung des Earl of Danby aus allen königlichen Ratsämtern und gegen seine Anklage protestierte.
In der Debatte um die fünfzehnmonatige Unterbrechung des Parlaments, die am 15. Februar 1677 stattfand, beantragte er eine Vertagung. Im März 1678 unterstützte er eine öffentliche Note, die den König bat, Frankreich den Krieg zu erklären. Eine größere Abneigung empfand die Landpartei Jakob gegenüber, dem Duke of York, Bruder und katholischer Thronfolger Karls II. Die Landpartei favorisierte den protestantischen Danby als Thronnachfolger. Sie wünschte zu dem eine Vertagung des Parlamentes und eine Auflösung der Armee. So war es für den französischen König Ludwig XIV. einfach, eine vorübergehende Allianz mit Russell, Holles und den anderen Oppositionsführern zu schmieden, um die Macht des englischen Königs, Frankreich anzugreifen, zu schwächen und um ihn dazu zwingen, die Annäherung an Frankreich wieder zu suchen. Diese Annäherung war freilich an die Bedingung geknüpft, dass Ludwig XIV. die anderen Ziele der Landpartei unterstützte. William Russell trat in engen Kontakt mit dem Marquis de Ruvigny, der gleichzeitig der Onkel mütterlicherseits seiner Frau war und der nach England kam, um unter den Mitgliedern des Parlaments Geld zu streuen. Im Testament von Barillon wurde jedenfalls deutlich, dass William für sich eine Annahme der französischen Gelder verweigerte.
Die Aufdeckung der angeblichen päpstlichen Verschwörung, auch Popish Plot genannt, in der fälschlicherweise behauptet wurde, der Papst bereite eine Verschwörung zur Ermordung des Königs und zur Ausrottung des Protestantismus im Land vor, berührte William Russell mehr, als sein nüchtern beurteilender Charakter vermuten ließ. William Russell stürzte sich in die Parteiarbeit, die James Scott, 1. Duke of Monmouth, als Repräsentant protestantischer Interessen auserkor, der im Nachhinein ein Fehlgriff war und dazu führte, dass William Russell heimlich mit dem niederländischen und vor allem protestantischen Wilhelm von Oranien in Verbindung trat, der mit einer Tochter Karls II. aus erster Ehe verheiratet war.
Am 4. November 1678 richtete William Russell eine Note an den König mit der Forderung, seinen katholischen Bruder, den Duke of York, von der Thronfolge auszuschließen. Nach der Auflösung des Rumpfparlamentes wurde William Russell wieder hineingewählt, diesmal war er von 1679 bis 1681 Knight of the Shire für Bedfordshire. Der Erfolg der neuen Whig-Partei bei den Wahlen von 1679 führte zur Trennung ihrer bis dahin geltenden Führer von Danby. Im April 1679 wurde William Russell Mitglied im neuen Privy Council, der von Karl II. gegründet wurde. Nur sechs Tage später verließ er den Rat wieder, als es darum ging, eine Gesetzesvorlage zu unterzeichnen, die Anwartschaft eines katholischen Thronfolgers sicherzustellen. Es scheint, als hätte er in dieser Zeit an den nichtöffentlichen Sitzungen nicht teilgenommen. Im Juni 1679 griff er John Maitland, 1. Duke of Lauderdale, persönlich vor vollem Hause an.
Im Januar 1680 reichte William Russell mit Cavendish, Capell, Powell, Essex und Lyttleton seinen Abschied beim König ein, welchen Karl II. mit vollem Herzen annahm. Am 16. Juni begleitete er Shaftesbury, als dieser Jakob als päpstlichen Agenten in Westminster anklagte. Am 26. Oktober unternahm er den schwierigen Schritt, die Papstanhängerschaft allgemein und einen päpstlich gesinnten Thronfolger zu verbieten. Am 2. November 1680 auf der Höhe seiner Macht, ging er noch weiter, indem er den Antrag weiter verschärfte, indem er Katholiken von sämtlichen öffentlichen Ämtern ausschließen ließ. Am 19. November 1680 wurde die katholische Thronfolge im Oberhaus, dem House of Lords gesetzlich ausgeschlossen. Am 18. Dezember verweigerte er jegliche Nachänderungen, solange der König das Ausschlussgesetz nicht unterzeichnet hätte. Während andere Oppositionsführer offen für einen Kompromiss waren, schloss William Russell einen solchen kategorisch aus.
Am 26. März 1681 unterstützte er im Parlament, das in Oxford stattfand, erneut das Ausschlussgesetz. Nach der Vertagung des Parlaments erholte er sich auf seinem Landsitz in Straton der Grafschaft Hampshire. Es ist wahrscheinlich, dass sein Geistlicher auf seine Anweisung hin das Leben des Apostels Johannes als Antwort auf Predigten von Dr. Hickes schrieb, um den Widerstand in extremen Fällen gesetzlich zu legitimieren. William Russell begann, sich ernsthaft mit den Möglichkeiten des Widerstandes gegenüber der Regierung zu beschäftigen, und ein Treffen mag wohl dazu Gelegenheit geboten haben, über Verrat zu reden. Monmouth, Hampden, Essex, Sidney und Howard of Escrick waren auf dem Treffen anwesend.

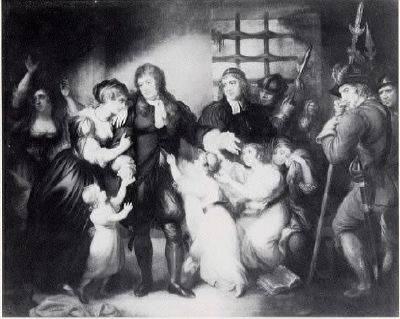
Lord Russell 1683 im Tower of London – Gemälde Mather Brown, 1811

Bei Ausbruch der Rye-House-Verschwörung wurde er beschuldigt, seine Unterstützung an einer bewaffneten Erhebung angeboten und die Ermordung des Königs veranlasst zu haben. William Russell weigerte sich zu fliehen und wurde am 26. Juni 1683 in den Tower of London geworfen, wo er sich auf seinen Tod vorbereitete. Monmouth bot an, nach England zurückzukehren, um William Russell zu befreien. Essex weigerte sich unterzutauchen, aus Angst die Fluchtmöglichkeiten seines Freundes dadurch zu schmälern.
William Russell wurde am 21. Juli 1683 von Jack Ketch durch Enthauptung hingerichtet. Er wurde von den Whigs als Märtyrer gefeiert, der bis zu seinem Tode versucht habe, Jakob von der Thronfolge auszuschließen. William Russell wurde später unter Wilhelm III. in vollen Ehren rehabilitiert.
Da sein Vater ihn überlebte fielen dessen Adelstitel als 2. Duke of Bedford 1700 an Russells ältesten Sohn Wriothesley Russell (1680–1711).